# Alan Delgado
Alan Rogelio Delgado González (Puerto de Veracruz, Veracruz, 7 de agosto de 1993) es un futbolista mexicano. Juega como defensa y su club actual son los Tiburones Rojos de Veracruz.

## Clubes
| Club                        | País   | Año             |
| --------------------------- | ------ | --------------- |
| Tiburones Rojos de Veracruz | México | 2012 - 2013     |
| Atlético San Luis           | México | 2013            |
| Tiburones Rojos de Veracruz | México | 2014 - Presente |